# Astrapia stephaniae
El ave del paraíso de Estefanía o ave del paraíso de la princesa Estefanía (Astrapia stephaniae) es una especie de ave paseriforme de la familia Paradisaeidae. Es endémica de los bosques montañosos del centro y el este de Papúa Nueva Guinea. Es una especie común en toda su área de distribución, y es clasificada como de preocupación menor en la Lista Roja de Especies Amenazadas de la UICN. También está listado en el Apéndice II de la CITES.
Fue nombrado en honor de la princesa Estefanía de Bélgica, esposa del príncipe heredero Rodolfo de Habsburgo, que fue conmemorado con el ave del paraíso azul (Paradisaea rudolphi).

## Subespecies
Se reconocen dos subespecies:
- Astrapia stephaniae feminina Neumann, 1922
- Astrapia stephaniae stephaniae (Finsch & A.B. Meyer, 1885)